# تادأكي هيراكاوا
تادأكي هيراكاوا (باليابانية: 平川 忠亮) (1 مايو 1979 في شيزوكا في اليابان – )؛ هو لاعب كرة قدم ياباني سابق كان يلعب كلاعب وسط.

## وصلات خارجية
- تادأكي هيراكاوا على موقع الاتحاد الدولي (مؤرشف)  (الإنجليزية)
- تادأكي هيراكاوا على موقع رابطة كرة القدم اليابانية للمحترفين (اليابانية)
- تادأكي هيراكاوا على موقع قاعدة بيانات كرة القدم.إي يو (الإنجليزية)
- تادأكي هيراكاوا على موقع Soccerway.com (الإنجليزية)
- تادأكي هيراكاوا على موقع عالم كرة القدم.نت (الإنجليزية)
- تادأكي هيراكاوا على موقع كووورة